# 吴光华
吴光华（1929年—），男，福建厦门人，中国医学寄生虫学专家，曾任中国人民解放军南京军区后勤部军事医学研究所研究员。